# Campionati europei di atletica leggera 2010 - Decathlon
La competizione si è svolta tra il 28 e il 29 luglio 2010.

## Podio
| #       | Atleta             | Nazionalità |
| ------- | ------------------ | ----------- |
| Oro     | Romain Barras      | Francia     |
| Argento | Eelco Sintnicolaas | Paesi Bassi |
| Bronzo  | Andrei Krauchanka  | Bielorussia |

## Record
| Record ufficiali prima dei Campionati Europei di Atletica Leggera 2010 | Record ufficiali prima dei Campionati Europei di Atletica Leggera 2010 | Record ufficiali prima dei Campionati Europei di Atletica Leggera 2010 | Record ufficiali prima dei Campionati Europei di Atletica Leggera 2010 | Record ufficiali prima dei Campionati Europei di Atletica Leggera 2010 |
| ---------------------------------------------------------------------- | ---------------------------------------------------------------------- | ---------------------------------------------------------------------- | ---------------------------------------------------------------------- | ---------------------------------------------------------------------- |
| Record mondiale                                                        | Roman Sebrle Rep. Ceca                                                 | 9026                                                                   | Götzis, Austria                                                        | 27 maggio 2001                                                         |
| Record europeo                                                         | Roman Sebrle Rep. Ceca                                                 | 9026                                                                   | Götzis, Austria                                                        | 27 maggio 2001                                                         |
| Record dei campionati                                                  | Daley Thompson Regno Unito                                             | 8811                                                                   | Stoccarda, Germania Ovest                                              | 28 agosto 1986                                                         |
| Record mondiale stagionale                                             | Bryan Clay Stati Uniti                                                 | 8483                                                                   | Götzis, Austria                                                        | 30 maggio 2010                                                         |
| Record europeo stagionale                                              | Oleksiy Kasyanov Ucraina                                               | 8381                                                                   | Kladno, Repubblica Ceca                                                | 16 giugno 2010                                                         |
| Record ottenuti ai Campionati Europei di Atletica Leggera 2010         |                                                                        |                                                                        |                                                                        |                                                                        |
| Record europeo stagionale                                              | Romain Barrais Francia                                                 | 8453                                                                   | Barcellona, Spagna                                                     | 29 luglio 2010                                                         |

## Scheda
| Data           | Ora   | Gara                   |
| -------------- | ----- | ---------------------- |
| 28 luglio 2010 | 10:00 | 100 metri              |
| 28 luglio 2010 | 11:00 | Salto in lungo         |
| 28 luglio 2010 | 12:30 | Getto del peso         |
| 28 luglio 2010 | 18:00 | Salto in alto          |
| 28 luglio 2010 | 21:55 | 400 metri              |
| 29 luglio 2010 | 10:05 | 110 metri ostacoli     |
| 29 luglio 2010 | 11:00 | Lancio del disco       |
| 29 luglio 2010 | 14:15 | Salto con l'asta       |
| 29 luglio 2010 | 17:30 | Lancio del giavellotto |
| 29 luglio 2010 | 21:10 | 1500 metri             |
| 29 luglio 2010 |       | Classifica finale      |

## Risultati

### 100 metri

#### Batteria 1
| Pos | Corsia | Nome               | Nazionalità | Tempo di reazione | Tempo | Note | Punti |
| --- | ------ | ------------------ | ----------- | ----------------- | ----- | ---- | ----- |
| 1   | 8      | Igor Šarčević      | Serbia      | 0.184             | 10.98 | PB   | 865   |
| 2   | 2      | Florian Geffrouais | Francia     | 0.178             | 11.09 | PB   | 841   |
| 3   | 7      | Nicklas Wiberg     | Svezia      | 0.243             | 11.19 |      | 819   |
| 4   | 9      | Roland Schwarzl    | Austria     |                   | 11.23 | =SB  | 810   |
| 5   | 1      | Marcin Dróżdż      | Polonia     | 0.174             | 11.31 |      | 793   |
| 6   | 3      | Vasiliy Kharlamov  | Russia      | 0.174             | 11.39 |      | 776   |
| 7   | 4      | Agustín Félix      | Spagna      | 0.147             | 11.41 |      | 771   |
| 8   | 5      | Lars Vikan Rise    | Norvegia    | 0.157             | 11.46 |      | 761   |
| 9   | 6      | Atis Vaisjūns      | Lettonia    | 0.148             | 11.55 |      | 742   |
|     |        |                    |             | Vento: +0.1 m/s   |       |      |       |

#### Batteria 2
| Pos | Corsia | Nome              | Nazionalità | Tempo di reazione | Tempo | Note | Punti |
| --- | ------ | ----------------- | ----------- | ----------------- | ----- | ---- | ----- |
| 1   | 6      | Mikko Halvari     | Finlandia   | 0.167             | 10.98 | SB   | 865   |
| 2   | 7      | Daniel Almgren    | Svezia      | 0.210             | 11.14 |      | 830   |
| 3   | 2      | Nadir El Fassi    | Francia     | 0.211             | 11.16 |      | 825   |
| 4   | 4      | Aleksey Drozdov   | Russia      | 0.156             | 11.16 | =SB  | 825   |
| 5   | 1      | Yevhen Nikitin    | Ucraina     | 0.179             | 11.17 |      | 823   |
| 6   | 8      | Mikk Pahapill     | Estonia     | 0.177             | 11.18 |      | 821   |
| 7   | 9      | Hans van Alphen   | Belgio      | 0.120             | 11.20 |      | 817   |
| 8   | 5      | Simon Walter      | Svizzera    | 0.215             | 11.25 |      | 806   |
| 9   | 3      | Andrei Krauchanka | Bielorussia | 0.181             | 11.26 |      | 804   |
|     |        |                   |             | Vento: +0.8 m/s   |       |      |       |

#### Batteria 3
| Pos | Corsia | Nome               | Nazionalità | Tempo di reazione | Tempo | Note | Punti |
| --- | ------ | ------------------ | ----------- | ----------------- | ----- | ---- | ----- |
| 1   | 7      | Oleksiy Kasyanov   | Ucraina     | 0.162             | 10.60 | SB   | 952   |
| 2   | 2      | Darius Draudvila   | Lituania    | 0.178             | 10.71 | PB   | 926   |
| 3   | 6      | Eelco Sintnicolaas | Paesi Bassi | 0.223             | 10.71 | PB   | 926   |
| 4   | 3      | Mihail Dudaš       | Serbia      | 0.130             | 10.82 |      | 901   |
| 5   | 1      | Eduard Mikhan      | Bielorussia | 0.167             | 10.84 | SB   | 897   |
| 6   | 5      | Ingmar Vos         | Paesi Bassi | 0.166             | 10.95 |      | 872   |
| 7   | 4      | Andres Raja        | Estonia     | 0.169             | 11.00 |      | 861   |
| 8   | 9      | Romain Barras      | Francia     | 0.206             | 11.09 |      | 841   |
| 9   | 8      | Mikk-Mihkel Arro   | Estonia     | 0.238             | 11.19 |      | 819   |
|     |        |                    |             | Vento: -0.6 m/s   |       |      |       |

### Salto in lungo
| Pos | Atleta             | Nazionalità | #1   | #2   | #3   | Risultato | Note | Punti |
| --- | ------------------ | ----------- | ---- | ---- | ---- | --------- | ---- | ----- |
| 1   | Oleksiy Kasyanov   | Ucraina     | 7.88 | x    | x    | 7.88      |      | 1030  |
| 2   | Andrei Krauchanka  | Bielorussia | 7.56 | 7.76 | x    | 7.76      | SB   | 1000  |
| 3   | Roland Schwarzl    | Austria     | x    | 7.49 | 7.68 | 7.68      | PB   | 980   |
| 4   | Mikk Pahapill      | Estonia     | 7.41 | x    | 7.67 | 7.67      | SB   | 977   |
| 5   | Ingmar Vos         | Paesi Bassi | 7.19 | 7.18 | 7.56 | 7.56      | PB   | 950   |
| 6   | Eelco Sintnicolaas | Paesi Bassi | 7.18 | 7.42 | 7.54 | 7.54      | SB   | 945   |
| 7   | Darius Draudvila   | Lituania    | 7.52 | 7.48 | 7.41 | 7.52      | PB   | 940   |
| 8   | Eduard Mikhan      | Bielorussia | 7.47 | 7.29 | 7.39 | 7.47      | SB   | 927   |
| 9   | Mihail Dudaš       | Serbia      | 7.29 | 7.46 | 7.36 | 7.46      |      | 925   |
| 10  | Nadir El Fassi     | Francia     | 7.42 |      |      | 7.42      | SB   | 915   |
| 11  | Andres Raja        | Estonia     | 7.00 | 7.32 | 7.38 | 7.38      |      | 905   |
| 12  | Igor Šarčević      | Serbia      | 7.15 | 7.36 | 7.27 | 7.36      | PB   | 900   |
| 13  | Aleksey Drozdov    | Russia      | x    | 7.23 | 7.35 | 7.35      | SB   | 898   |
| 14  | Nicklas Wiberg     | Svezia      | 7.29 | 7.16 | 7.21 | 7.29      |      | 883   |
| 14  | Daniel Almgren     | Svezia      | 7.29 | 6.82 | x    | 7.29      | SB   | 883   |
| 16  | Vasiliy Kharlamov  | Russia      | 7.03 | 7.26 | 7.28 | 7.28      |      | 881   |
| 17  | Hans van Alphen    | Belgio      | 7.22 | 7.26 | 7.25 | 7.26      | SB   | 876   |
| 18  | Romain Barras      | Francia     | x    | 7.24 | x    | 7.24      | SB   | 871   |
| 19  | Agustín Félix      | Spagna      | 7.21 | 7.17 | x    | 7.21      |      | 864   |
| 19  | Mikk-Mihkel Arro   | Estonia     | x    | 7.21 | x    | 7.21      |      | 864   |
| 21  | Mikko Halvari      | Finlandia   | 7.19 | 7.13 | x    | 7.19      | SB   | 859   |
| 22  | Simon Walter       | Svizzera    | 6.96 | 7.05 | x    | 7.05      |      | 826   |
| 23  | Lars Vikan Rise    | Norvegia    | 6.81 | 7.03 | 7.00 | 7.03      |      | 821   |
| 24  | Atis Vaisjūns      | Lettonia    | x    | 6.90 | x    | 6.90      |      | 790   |
| 25  | Florian Geffrouais | Francia     | 5.08 | x    | 6.88 | 6.88      |      | 785   |
| 26  | Marcin Dróżdż      | Polonia     | 6.85 | 6.72 | 6.70 | 6.85      |      | 778   |
| 27  | Yevhen Nikitin     | Ucraina     | x    | 6.54 | 6.75 | 6.75      |      | 755   |

### Getto del peso
| Pos | Atleta             | Nazionalità | #1    | #2    | #3    | Risultato | Note | Punti |
| --- | ------------------ | ----------- | ----- | ----- | ----- | --------- | ---- | ----- |
| 1   | Aleksey Drozdov    | Russia      | 15.89 | 14.89 | x     | 15.89     |      | 844   |
| 2   | Lars Vikan Rise    | Norvegia    | 14.93 | 15.46 | x     | 15.46     |      | 818   |
| 3   | Romain Barras      | Francia     | 14.69 | 15.15 | 15.05 | 15.15     |      | 799   |
| 4   | Hans van Alphen    | Belgio      | 15.08 | 14.92 | x     | 15.08     | SB   | 795   |
| 4   | Darius Draudvila   | Lituania    | 13.96 | 14.88 | 15.08 | 15.08     | PB   | 795   |
| 6   | Mikk Pahapill      | Estonia     | 14.19 | 13.82 | 14.93 | 14.93     |      | 785   |
| 7   | Nicklas Wiberg     | Svezia      | 14.86 | 14.51 | 14.38 | 14.86     |      | 781   |
| 8   | Atis Vaisjūns      | Lettonia    | 14.76 | 14.40 | x     | 14.76     |      | 775   |
| 9   | Vasiliy Kharlamov  | Russia      | x     | 14.67 | 14.65 | 14.67     |      | 769   |
| 10  | Mikko Halvari      | Finlandia   | x     | 13.57 | 14.53 | 14.53     |      | 761   |
| 11  | Andrei Krauchanka  | Bielorussia | 13.31 | 14.14 | 14.32 | 14.32     |      | 748   |
| 12  | Oleksiy Kasyanov   | Ucraina     | 13.08 | 14.27 | 13.70 | 14.27     |      | 745   |
| 13  | Daniel Almgren     | Svezia      | 13.90 | 14.18 | x     | 14.18     | PB   | 739   |
| 14  | Roland Schwarzl    | Austria     | x     | 14.16 | 13.99 | 14.16     |      | 738   |
| 15  | Ingmar Vos         | Paesi Bassi | 13.99 | 14.06 | x     | 14.06     |      | 732   |
| 16  | Marcin Dróżdż      | Polonia     | 13.59 | 14.02 | x     | 14.02     | SB   | 730   |
| 17  | Yevhen Nikitin     | Ucraina     | 13.98 | 13.81 | 13.74 | 13.98     |      | 727   |
| 18  | Igor Šarčević      | Serbia      | 13.07 | 13.96 | 13.23 | 13.96     |      | 726   |
| 19  | Andres Raja        | Estonia     | x     | 13.90 | x     | 13.90     |      | 722   |
| 20  | Mikk-Mihkel Arro   | Estonia     | 13.75 | x     | 13.79 | 13.79     |      | 715   |
| 20  | Nadir El Fassi     | Francia     | 13.56 | 13.79 | x     | 13.79     |      | 715   |
| 22  | Mihail Dudas       | Serbia      | 13.53 | x     | x     | 13.53     | PB   | 700   |
| 23  | Agustín Félix      | Spagna      | 11.95 | 12.62 | 13.42 | 13.42     |      | 693   |
| 24  | Eduard Mikhan      | Bielorussia | 13.30 | 13.34 | 13.21 | 13.34     |      | 688   |
| 25  | Eelco Sintnicolaas | Paesi Bassi | 12.92 | 12.18 | 13.12 | 13.12     |      | 675   |
| 26  | Simon Walter       | Svizzera    | 12.99 | 12.24 | 12.16 | 12.99     |      | 667   |
| 27  | Florian Geffrouais | Francia     | x     | 11.26 | x     | 11.26     |      | 562   |

### Salto in alto
| Pos | Atleta             | Nazionalità | Risultato | Punti | Note |
| --- | ------------------ | ----------- | --------- | ----- | ---- |
| 1   | Aleksey Drozdov    | Russia      | 2.07      | 868   |      |
| 2   | Andrei Krauchanka  | Bielorussia | 2.07      | 868   | SB   |
| 3   | Mikk Pahapill      | Estonia     | 2.07      | 868   | =SB  |
| 4   | Darius Draudvila   | Lituania    | 2.04      | 840   | SB   |
| 5   | Nicklas Wiberg     | Svezia      | 2.04      | 840   |      |
| 6   | Romain Barras      | Francia     | 2.04      | 840   | =PB  |
| 7   | Marcin Dróżdż      | Polonia     | 2.04      | 840   |      |
| 8   | Andres Raja        | Estonia     | 2.04      | 840   |      |
| 8   | Oleksiy Kasyanov   | Ucraina     | 2.04      | 840   | SB   |
| 10  | Simon Walter       | Svizzera    | 2.01      | 813   | =PB  |
| 11  | Mihail Dudaš       | Serbia      | 2.01      | 813   | SB   |
| 12  | Ingmar Vos         | Paesi Bassi | 2.01      | 813   | SB   |
| 13  | Igor Šarčević      | Serbia      | 2.01      | 813   | =PB  |
| 14  | Atis Vaisjūns      | Lettonia    | 1.98      | 785   |      |
| 15  | Lars Vikan Rise    | Norvegia    | 1.95      | 758   | SB   |
| 16  | Eelco Sintnicolaas | Paesi Bassi | 1.95      | 758   |      |
| 17  | Eduard Mikhan      | Bielorussia | 1.92      | 731   |      |
| 18  | Vasiliy Kharlamov  | Russia      | 1.92      | 731   |      |
| 18  | Agustín Félix      | Spagna      | 1.92      | 731   |      |
| 20  | Mikko Halvari      | Finlandia   | 1.89      | 705   | SB   |
| 20  | Daniel Almgren     | Svezia      | 1.89      | 705   |      |
| 20  | Nadir El Fassi     | Francia     | 1.89      | 705   |      |
| 23  | Hans van Alphen    | Belgio      | 1.89      | 705   |      |
| 24  | Roland Schwarzl    | Austria     | 1.86      | 679   |      |
| 25  | Mikk-Mihkel Arro   | Estonia     | 1.86      | 679   |      |
| 26  | Florian Geffrouais | Francia     | 1.86      | 679   |      |
|     | Yevhen Nikitin     | Ucraina     |           |       | DNS  |

### 400 metri

#### Batteria 1
| Pos | Corsia | Nome            | Nazionalità | Tempo di reazione | Tempo | Note | Punti |
| --- | ------ | --------------- | ----------- | ----------------- | ----- | ---- | ----- |
| 1   | 2      | Nicklas Wiberg  | Svezia      | 0.261             | 48.74 |      | 874   |
| 2   | 5      | Nadir El Fassi  | Francia     | 0.306             | 50.20 |      | 805   |
| 3   | 3      | Aleksey Drozdov | Russia      | 0.227             | 50.88 | SB   | 774   |
| 4   | 6      | Marcin Dróżdż   | Polonia     | 0.186             | 51.26 |      | 757   |
| 5   | 7      | Atis Vaisjūns   | Lettonia    | 0.159             | 51.86 |      | 731   |
| 6   | 4      | Agustín Félix   | Spagna      | 0.209             | 52.29 | SB   | 712   |

#### Batteria 2
| Pos | Corsia | Nome              | Nazionalità | Tempo di reazione | Tempo | Note | Punti |
| --- | ------ | ----------------- | ----------- | ----------------- | ----- | ---- | ----- |
| 1   | 6      | Vasiliy Kharlamov | Russia      | 0.192             | 49.38 | SB   | 843   |
| 2   | 7      | Mikko Halvari     | Finlandia   | 0.200             | 49.79 | PB   | 824   |
| 3   | 5      | Mikk Pahapill     | Estonia     | 0.202             | 50.13 | SB   | 809   |
| 4   | 4      | Roland Schwarzl   | Austria     | 0.187             | 50.16 | SB   | 807   |
| 5   | 2      | Lars Vikan Rise   | Norvegia    | 0.161             | 50.47 |      | 793   |
| 6   | 3      | Ingmar Vos        | Paesi Bassi | 0.228             | 50.64 | SB   | 785   |
| 7   | 8      | Mikk-Mihkel Arro  | Estonia     | 0.249             | 51.58 |      | 743   |

#### Batteria 3
| Pos | Corsia | Nome               | Nazionalità | Tempo di reazione | Tempo | Note | Punti |
| --- | ------ | ------------------ | ----------- | ----------------- | ----- | ---- | ----- |
| 1   | 4      | Daniel Almgren     | Svezia      | 0.211             | 48.34 | SB   | 893   |
| 2   | 2      | Andrei Krauchanka  | Bielorussia | 0.215             | 49.01 | SB   | 861   |
| 3   | 8      | Andres Raja        | Estonia     | 0.163             | 49.12 | SB   | 856   |
| 4   | 5      | Florian Geffrouais | Francia     | 0.216             | 49.15 | PB   | 854   |
| 5   | 7      | Hans van Alphen    | Belgio      | 0.175             | 49.44 | SB   | 841   |
| 6   | 3      | Igor Šarčević      | Serbia      | 0.263             | 49.64 | PB   | 831   |
| –   | 6      | Yevhen Nikitin     | Ucraina     |                   |       | DNS  |       |

#### Batteria 4
| Pos | Corsia | Nome               | Nazionalità | Tempo di reazione | Tempo | Note | Punti |
| --- | ------ | ------------------ | ----------- | ----------------- | ----- | ---- | ----- |
| 1   | 7      | Eelco Sintnicolaas | Paesi Bassi | 0.212             | 47.88 | PB   | 915   |
| 2   | 6      | Mihail Dudaš       | Serbia      | 0.260             | 47.92 | SB   | 913   |
| 3   | 2      | Eduard Mikhan      | Bielorussia | 0.214             | 48.09 | PB   | 905   |
| 4   | 4      | Romain Barras      | Francia     | 0.199             | 48.33 | SB   | 893   |
| 5   | 5      | Darius Draudvila   | Lituania    | 0.133             | 48.43 | PB   | 888   |
| 6   | 3      | Simon Walter       | Svizzera    | 0.192             | 49.19 |      | 852   |
| 7   | 8      | Oleksiy Kasyanov   | Ucraina     | 0.181             | 49.41 |      | 842   |

## 110 metri ostacoli

### Batteria 1
| Pos | Corsia | Nome               | Nazionalità | Tempo | Note | Punti |
| --- | ------ | ------------------ | ----------- | ----- | ---- | ----- |
| 1   | 3      | Vasiliy Kharlamov  | Russia      | 14.95 | SB   | 856   |
| 2   | 5      | Florian Geffrouais | Francia     | 14.97 | PB   | 853   |
| 3   | 6      | Mihail Dudaš       | Serbia      | 15.06 | SB   | 842   |
| 4   | 2      | Agustín Félix      | Spagna      | 15.09 | SB   | 839   |
| 5   | 1      | Atis Vaisjūns      | Lettonia    | 15.17 |      | 829   |
| 6   | 7      | Marcin Dróżdż      | Polonia     | 15.18 | SB   | 828   |
| 7   | 8      | Daniel Almgren     | Svezia      | 15.29 | SB   | 815   |
| 8   | 4      | Lars Vikan Rise    | Norvegia    | 15.66 |      | 772   |

### Batteria 2
| Pos | Corsia | Nome             | Nazionalità | Tempo | Note | Punti |
| --- | ------ | ---------------- | ----------- | ----- | ---- | ----- |
| 1   | 3      | Darius Draudvila | Lituania    | 14.29 | PB   | 937   |
| 2   | 6      | Ingmar Vos       | Paesi Bassi | 14.63 | SB   | 895   |
| 3   | 5      | Nadir El Fassi   | Francia     | 14.65 |      | 892   |
| 4   | 9      | Hans van Alphen  | Belgio      | 14.89 | SB   | 863   |
| 5   | 4      | Mikk-Mihkel Arro | Estonia     | 14.91 |      | 860   |
| 6   | 7      | Mikko Halvari    | Finlandia   | 15.26 |      | 818   |
| 7   | 8      | Simon Walter     | Svizzera    | 15.27 |      | 817   |
| 8   | 2      | Aleksey Drozdov  | Russia      | 15.63 |      | 775   |
| -   | 1      | Nicklas Wiberg   | Svezia      | -     | DNS  | -     |

### Batteria 3
| Pos | Corsia | Nome               | Nazionalità | Tempo | Note | Punti |
| --- | ------ | ------------------ | ----------- | ----- | ---- | ----- |
| 1   | 5      | Andres Raja        | Estonia     | 14.20 |      | 949   |
| 2   | 3      | Andrei Krauchanka  | Bielorussia | 14.21 |      | 948   |
| 3   | 4      | Romain Barras      | Francia     | 14.22 |      | 946   |
| 4   | 2      | Igor Šarčević      | Serbia      | 14.23 | PB   | 945   |
| 5   | 7      | Eelco Sintnicolaas | Paesi Bassi | 14.33 | PB   | 932   |
| 6   | 8      | Eduard Mikhan      | Bielorussia | 14.37 | PB   | 927   |
| 7   | 6      | Mikk Pahapill      | Estonia     | 14.38 |      | 926   |
| 8   | 1      | Roland Schwarzl    | Austria     | 14.70 |      | 886   |
| -   | 9      | Oleksiy Kasyanov   | Ucraina     | -     | DNS  | -     |

### Lancio del disco
| Pos | Atleta             | Nazionalità | #1    | #2    | #3    | Risultato | Note | Punti |
| --- | ------------------ | ----------- | ----- | ----- | ----- | --------- | ---- | ----- |
| 1   | Mikko Halvari      | Finlandia   | 44.29 | 49.72 | 52.06 | 52.06     |      | 913   |
| 2   | Hans van Alphen    | Belgio      | 46.66 | 47.67 | x     | 47.67     | PB   | 822   |
| 3   | Mikk Pahapill      | Estonia     | 44.08 | 46.02 | 46.79 | 46.79     |      | 804   |
| 4   | Vasiliy Kharlamov  | Russia      | 45.68 | 46.60 | 46.74 | 46.74     |      | 803   |
| 5   | Marcin Dróżdż      | Polonia     | 45.54 | 43.45 | x     | 45.54     | SB   | 778   |
| 6   | Andrei Krauchanka  | Bielorussia | 40.64 | 38.53 | 45.48 | 45.48     | SB   | 777   |
| 7   | Atis Vaisjūns      | Lettonia    | 42.16 | 45.46 | 43.87 | 45.46     | PB   | 776   |
| 8   | Eduard Mikhan      | Bielorussia | 45.04 | 44.31 | x     | 45.04     | PB   | 768   |
| 9   | Darius Draudvila   | Lituania    | 44.53 | 42.68 | x     | 44.53     |      | 757   |
| 10  | Romain Barras      | Francia     | x     | 44.10 | 44.51 | 44.51     |      | 757   |
| 11  | Aleksey Drozdov    | Russia      | 36.63 | 44.39 | x     | 44.39     |      | 754   |
| 12  | Roland Schwarzl    | Austria     | 41.66 | x     | 44.22 | 44.22     |      | 751   |
| 13  | Eelco Sintnicolaas | Paesi Bassi | x     | 42.43 | x     | 42.43     | PB   | 714   |
| 14  | Florian Geffrouais | Francia     | 34.96 | 31.86 | 42.28 | 42.28     |      | 711   |
| 15  | Agustín Félix      | Spagna      | 35.35 | 39.88 | 41.93 | 41.93     | SB   | 704   |
| 16  | Mihail Dudaš       | Serbia      | 39.64 | x     | 41.90 | 41.90     |      | 703   |
| 17  | Ingmar Vos         | Paesi Bassi | 38.90 | 41.76 | x     | 41.76     | SB   | 700   |
| 18  | Nadir El Fassi     | Francia     | 35.09 | 41.53 | 39.75 | 41.53     |      | 696   |
| 19  | Simon Walter       | Svizzera    | 36.08 | 39.30 | 39.86 | 39.86     |      | 662   |
| 20  | Igor Šarčević      | Serbia      | 39.69 | x     | –     | 39.69     |      | 658   |
| 21  | Andres Raja        | Estonia     | x     | 38.41 | 39.64 | 39.64     |      | 657   |
| 22  | Mikk-Mihkel Arro   | Estonia     | x     | 39.00 | x     | 39.00     |      | 644   |
| 23  | Lars Vikan Rise    | Norvegia    | 31.80 | 33.76 | 38.03 | 38.03     |      | 625   |
| 24  | Daniel Almgren     | Svezia      | 35.68 | 37.51 | x     | 37.51     |      | 614   |
| –   | Oleksiy Kasyanov   | Ucraina     |       |       |       |           |      | DNS   |
| –   | Nicklas Wiberg     | Svezia      |       |       |       |           |      | DNS   |

### Salto con l'asta
| Pos | Atleta             | Nazionalità | Risultato | Punti | Note |
| --- | ------------------ | ----------- | --------- | ----- | ---- |
| 1   | Eelco Sintnicolaas | Paesi Bassi | 5.45      | 1051  | PB   |
| 2   | Romain Barras      | Francia     | 5.05      | 926   | =PB  |
| 2   | Igor Šarčević      | Serbia      | 5.05      | 926   |      |
| 4   | Roland Schwarzl    | Austria     | 5.05      | 926   |      |
| 5   | Andrei Krauchanka  | Bielorussia | 5.05      | 926   | SB   |
| 6   | Mikk Pahapill      | Estonia     | 4.95      | 895   | SB   |
| 7   | Agustín Félix      | Spagna      | 4.95      | 895   | SB   |
| 8   | Nadir El Fassi     | Francia     | 4.95      | 895   | PB   |
| 9   | Aleksey Drozdov    | Russia      | 4.85      | 865   | SB   |
| 10  | Marcin Dróżdż      | Polonia     | 4.85      | 865   |      |
| 11  | Atis Vaisjūns      | Lettonia    | 4.75      | 834   |      |
| 12  | Florian Geffrouais | Francia     | 4.75      | 834   | PB   |
| 13  | Hans van Alphen    | Belgio      | 4.75      | 834   | PB   |
| 14  | Vasiliy Kharlamov  | Russia      | 4.65      | 804   |      |
| 15  | Eduard Mikhan      | Bielorussia | 4.65      | 804   | PB   |
| 16  | Darius Draudvila   | Lituania    | 4.55      | 775   | SB   |
| 17  | Ingmar Vos         | Paesi Bassi | 4.55      | 775   | PB   |
| 18  | Andres Raja        | Estonia     | 4.55      | 775   |      |
| 19  | Lars Vikan Rise    | Norvegia    | 4.45      | 746   |      |
| 20  | Daniel Almgren     | Svezia      | 4.35      | 716   | PB   |
| 20  | Mihail Dudaš       | Serbia      | 4.35      | 716   |      |
| 22  | Mikko Halvari      | Finlandia   | 4.25      | 688   |      |
| —   | Mikk-Mihkel Arro   | Estonia     | NM        | 0     |      |
| —   | Oleksiy Kasyanov   | Ucraina     | DNS       |       |      |
| —   | Nicklas Wiberg     | Svezia      | DNS       |       |      |
| —   | Simon Walter       | Svizzera    | DNS       |       |      |

### Lancio del giavellotto
| Pos | Atleta             | Nazionalità | #1    | #2    | #3    | Risultato | Punti | Note |
| --- | ------------------ | ----------- | ----- | ----- | ----- | --------- | ----- | ---- |
| 1   | Lars Vikan Rise    | Norvegia    | 60.32 | 63.53 | 71.71 | 71.71     | 915   | PB   |
| 2   | Romain Barras      | Francia     | 65.77 | x     | 61.79 | 65.77     | 825   | SB   |
| 3   | Florian Geffrouais | Francia     | x     | 61.99 | 63.76 | 63.76     | 795   | PB   |
| 4   | Eelco Sintnicolaas | Paesi Bassi | 56.58 | 54.63 | 62.57 | 62.57     | 777   | PB   |
| 5   | Ingmar Vos         | Paesi Bassi | 55.69 | 61.66 | x     | 61.66     | 763   |      |
| 6   | Aleksey Drozdov    | Russia      | 58.53 | 60.74 | x     | 60.74     | 749   |      |
| 7   | Andres Raja        | Estonia     | 58.77 | 59.34 | x     | 59.34     | 728   | SB   |
| 8   | Mikk Pahapill      | Estonia     | 59.16 | 58.73 | 59.23 | 59.23     | 726   |      |
| 8   | Atis Vaisjūns      | Lettonia    | x     | 58.26 | 59.23 | 59.23     | 726   |      |
| 10  | Marcin Dróżdż      | Polonia     | 53.41 | 54.64 | 58.79 | 58.79     | 720   | SB   |
| 11  | Hans van Alphen    | Belgio      | 57.77 | 56.19 | 58.47 | 58.47     | 715   |      |
| 12  | Andrei Krauchanka  | Bielorussia | 58.05 | 56.84 | 57.66 | 58.05     | 709   |      |
| 13  | Vasiliy Kharlamov  | Russia      | 56.05 | 57.94 | x     | 57.94     | 707   |      |
| 14  | Agustín Félix      | Spagna      | 52.47 | 56.92 | 57.68 | 57.68     | 703   | SB   |
| 15  | Igor Šarčević      | Serbia      | 53.79 | 55.23 | x     | 55.23     | 666   |      |
| 16  | Daniel Almgren     | Svezia      | 53.76 | x     | 53.95 | 53.95     | 647   |      |
| 17  | Eduard Mikhan      | Bielorussia | 52.61 | x     | 53.39 | 53.39     | 639   | SB   |
| 18  | Nadir El Fassi     | Francia     | 50.83 | 51.49 | 52.68 | 52.68     | 628   |      |
| 19  | Darius Draudvila   | Lituania    | 52.35 | 52.59 | 51.86 | 52.59     | 627   |      |
| 20  | Mikko Halvari      | Finlandia   | 50.38 | x     | -     | 50.38     | 594   |      |
| 21  | Roland Schwarzl    | Austria     | 48.84 | 49.86 | x     | 49.86     | 587   |      |
| -   | Mihail Dudaš       | Serbia      |       |       |       |           |       | DNS  |
| -   | Simon Walter       | Svizzera    |       |       |       |           |       | DNS  |
| -   | Mikk-Mihkel Arro   | Estonia     |       |       |       |           |       | DNS  |

### 1500 metri

#### Batteria 1
| Pos | Corsia | Nome               | Nazionalità | Tempo   | Punti | Note |
| --- | ------ | ------------------ | ----------- | ------- | ----- | ---- |
| 1   | 7      | Nadir El Fassi     | Francia     | 4:17.25 | 830   | SB   |
| 2   | 1      | Daniel Almgren     | Svezia      | 4:18.64 | 821   |      |
| 3   | 5      | Florian Geffrouais | Francia     | 4:22.88 | 792   | PB   |
| 4   | 2      | Lars Vikan Rise    | Norvegia    | 4:36.04 | 705   |      |
| 5   | 3      | Vasiliy Kharlamov  | Russia      | 4:40.96 | 674   |      |
| 6   | 10     | Roland Schwarzl    | Austria     | 4:58.69 | 567   |      |
| 7   | 9      | Agustín Félix      | Spagna      | 5:01.61 | 550   |      |
| 8   | 8      | Marcin Dróżdż      | Polonia     | 5:01.97 | 548   |      |
| 9   | 6      | Atis Vaisjūns      | Lettonia    | 5:04.22 | 536   |      |
| 10  | 4      | Mikko Halvari      | Finlandia   | 5:18.86 | 456   |      |

#### Batteria 2
| Pos | Corsia | Nome               | Nazionalità | Tempo   | Punti | Note |
| --- | ------ | ------------------ | ----------- | ------- | ----- | ---- |
| 1   | 6      | Hans van Alphen    | Belgio      | 4:21.06 | 804   | SB   |
| 2   | 11     | Romain Barras      | Francia     | 4:28.43 | 755   |      |
| 3   | 9      | Eelco Sintnicolaas | Paesi Bassi | 4:30.31 | 743   |      |
| 4   | 5      | Eduard Mikhan      | Bielorussia | 4:34.90 | 713   |      |
| 5   | 1      | Andrei Krauchanka  | Bielorussia | 4:36.66 | 701   | SB   |
| 6   | 10     | Andres Raja        | Estonia     | 4:37.13 | 698   | PB   |
| 7   | 2      | Ingmar Vos         | Paesi Bassi | 4:37.50 | 696   |      |
| 8   | 3      | Mikk Pahapill      | Estonia     | 4:38.99 | 687   |      |
| 9   | 7      | Aleksey Drozdov    | Russia      | 4:40.46 | 677   | SB   |
| 10  | 8      | Igor Šarčević      | Serbia      | 4:42.41 | 665   | SB   |
| 11  | 4      | Darius Draudvila   | Lituania    | 5:02.17 | 547   |      |

### Classifica Finale

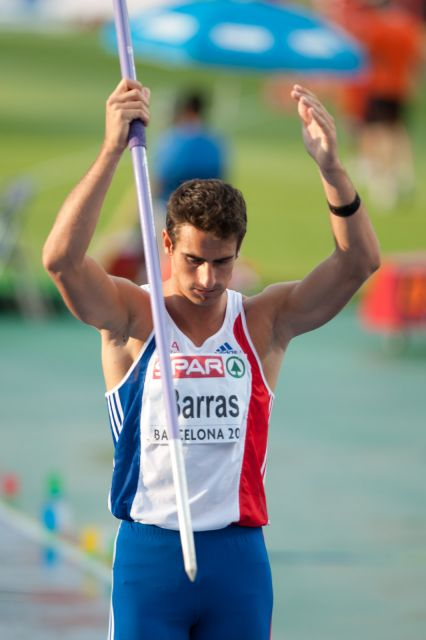
Il francese Romain Barrais celebra la sua prima vittoria a livello europeo.

| Posizione | Atleta             | Nazione     | Punti | Note |
| --------- | ------------------ | ----------- | ----- | ---- |
| Oro       | Romain Barras      | Francia     | 8453  | EL   |
| Argento   | Eelco Sintnicolaas | Paesi Bassi | 8436  | PB   |
| Bronzo    | Andrei Krauchanka  | Bielorussia | 8370  | SB   |
| 4         | Mikk Pahapill      | Estonia     | 8298  | PB   |
| 5         | Hans van Alphen    | Belgio      | 8072  | PB   |
| 6         | Darius Draudvila   | Lituania    | 8032  | PB   |
| 7         | Aleksey Drozdov    | Russia      | 8029  |      |
| 8         | Eduard Mikhan      | Bielorussia | 7999  | =PB  |
| 9         | Igor Šarčević      | Serbia      | 7995  | PB   |
| 10        | Andres Raja        | Estonia     | 7991  |      |
| 11        | Ingmar Vos         | Paesi Bassi | 7981  | SB   |
| 12        | Nadir El Fassi     | Francia     | 7906  |      |
| 13        | Vasiliy Kharlamov  | Russia      | 7844  |      |
| 14        | Roland Schwarzl    | Austria     | 7731  |      |
| 15        | Lars Vikan Rise    | Norvegia    | 7714  | SB   |
| 16        | Florian Geffrouais | Francia     | 7706  |      |
| 17        | Daniel Almgren     | Svezia      | 7663  |      |
| 18        | Marcin Dróżdż      | Polonia     | 7637  |      |
| 19        | Atis Vaisjūns      | Lettonia    | 7524  |      |
| 20        | Mikko Halvari      | Finlandia   | 7483  |      |
| 21        | Agustín Félix      | Spagna      | 7462  | SB   |
|           | Nicklas Wiberg     | Svezia      | DNF   |      |
|           | Mihail Dudaš       | Serbia      | DNF   |      |
|           | Simon Walter       | Svizzera    | DNF   |      |
|           | Mikk-Mihkel Arro   | Estonia     | DNF   |      |
|           | Oleksiy Kasyanov   | Ucraina     | DNF   |      |
|           | Yevhen Nikitin     | Ucraina     | DNF   |      |